# Medalha Blaise Pascal
A Medalha Blaise Pascal é um prêmio em ciências concedido pela Academia Europeia das Ciências desde 2003. Por ano são concedido até sete medalhas, incluindo as áreas de física e química, matemática, ciências da terra, informática, biomedicina e ciências da engenharia.

A Medalha Blaise Pascal foi criada em 2003 para reconhecer uma excelente contribuição pessoal para a ciência e tecnologia e a promoção da excelência na pesquisa e no ensino. Até seis medalhas podem ser concedidas em qualquer período de um ano.

## Recipientes

### Química
- 2007: Frans Carl de Schryver
- 2009: Vincenzo Balzani
- 2010: Henry B. Kagan
- 2011: Helmut Schwarz
- 2012: Jean-Pierre Sauvage
- 2014: Hubert Schmidbaur
- 2015: Herbert Walter Roesky
- 2016: Gianfranco Pacchioni
- 2017: Mike Mingos
- 2018: Avelino Corma
- 2019: David Milstein
- 2020: Manfred T. Reetz

### Ciências Computacionais e da Informação
- 2003: Boris Verkhovsky
- 2004: Robert Tarjan
- 2007: Oscar H. Ibarra
- 2008: Moshe Y. Vardi
- 2009: Thomas Kailath
- 2011: Gordon Plotkin

### Ciências da Terra e do Ambiente
- 2003: Enders Robinson
- 2005: Khalid Aziz
- 2007: Sven Erik Jørgensen
- 2014: Jean Pierre Gattuso
- 2015: Corinne Le Quéré e Christos Zerefos
- 2016: Ni-Bin Chang
- 2018: Carlos M. Duarte

### Engenharia
- 2004: Stan Veprek
- 2005: Marie-Paule Pileni
- 2010: Anthony Kounadis
- 2011: Giulio Maier
- 2013: Dmitry Klimov
- 2017: Nikita Morozov
- 2018: Emmanuel Gdoutos
- 2019: Quan Wang
- 2020: John Katsikadelis

### Ciência dos Materiais
- 2007: Alexander N. Guz
- 2008: Terence G. Langdon
- 2009: Herbert Gleiter
- 2010: Martin Schadt
- 2011: Ruslan Valiev
- 2012: Hans-Joachim Freund
- 2013: Maurizio Prato
- 2014: Sir John M. Thomas
- 2015: Ulrike Diebold
- 2016: Elvira Fortunato
- 2017: Luis Liz-Marzan
- 2018: Paolo Samori
- 2019: Federico Rosei
- 2020: Iain McCulloch

### Matemática
- 2004: Lev Kudryavtsev
- 2005: Edmund Hlawka
- 2008: Willi Jaeger
- 2009: Pierre-Arnaud Raviart
- 2011: Karl Sigmund
- 2012: Franco Brezzi
- 2013: Benoit Perthame
- 2015: Luis Vega
- 2017: Felix Otto
- 2018: Alice Guionnet
- 2019: Luigi Ambrosio
- 2020: Albert Cohen

### Medicina e Ciências da Vida
- 2003: Jan Balzarini e Eric De Clercq
- 2004: Erich Windhab
- 2005: Peter W. H. Holland
- 2007: Howard Green
- 2008: Xavier Cinti
- 2009: Edgardo D. Carosella
- 2010: Howard Morris
- 2011: Peter Carmeliet
- 2012: Steven Laureys
- 2017: Francisco J. Ayala
- 2019: Jean Rossier

### Física
- 2003: Enzo Tiezzi
- 2004: Emmanuel Floratos (GR) e Manuel Cardona
- 2005: Isaak M. Khalatnikov
- 2007: Edward Camada
- 2008>: Bernardo Barbara (fr)
- 2009: João Dalibard (fr)
- 2010: David Sherrington ) e Giovanni F. Bignami
- 2011: Peter Zoller
- 2012: Charles Joachain
- 2013: Anne L'Huillier
- 2014: Daniel Perda
- 2015: Manuel Garcia Velarde
- 2018: Peter Hänggi
- 2020: Tejinder Singh Virdee

### Ciências Sociais
- 2008: Georges Van den Abbeele
- 2009: Claude DEBRU
- 2014: Eberhard Knobloch
- 2015: Martin Carrier